# جرثقیل

طرح یک جرثقیل مدرن سیار

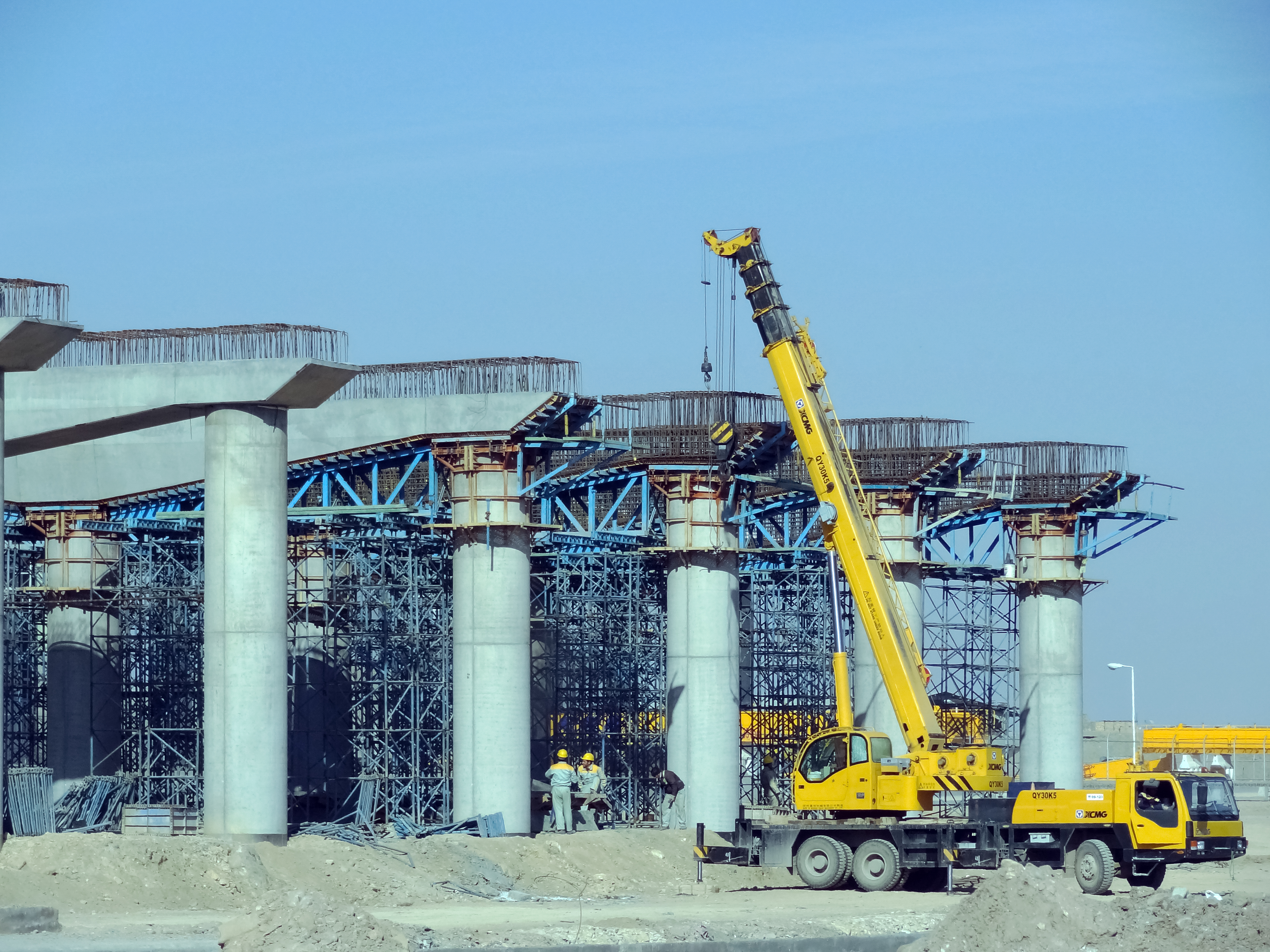
جرثقیل در کنار سازه‌های بتنی در ایران (پروژه مونوریل قم، سال ۱۳۹۰)

جَرثَقیل یک ابزاری است برای بلند کردن و جابه‌جایی بارهای سنگین. جَرثَقیل گذشته جرثقیل نیروی انسان یا حیوان را به کار می‌برده است.
این وسیله که با تغییر شکل حرکت دورانی به حرکت مستقیم‌الخط و استفاده از خواص اهرم‌ها می‌تواند با نیروی کم اجسام بسیار سنگین را بردارد، از دیرباز مورد استفادهٔ بشر بوده و استفاده از آن بسیار فزونی یافته است برخلاف سابق دیگر نیروهای وارد بر آن نیروی انسانی نیست بلکه از نیروهای آب و الکتریک و سایر نیروهای موجود در فیزیک استفاده می‌شود.
اجزاء اصلی هر جرثقیل عبارت از یک میلهٔ بلندی است که بر سر آنی قرقره ای قرار دارد و انتهای آن به محوری استوار در بدنه ای متصل است و این محور بر پایه ای مستقر است که آن می‌تواند در حول خود حرکت دورانی کند. علاوه بر این میله در هر جرثقیل یک طناب و چرخ بکار است که سر طناب پس از امتداد در طول میله و گذشتن از قرقره آزاد می‌شود و با چنگکی که با آن متصل است می‌تواند بارها را بردارد و سر دیگر آن به محور آن چرخ بسته شده است یعنی چرخی که با حرکت دورانی آن می‌توان طناب را به حرکت درآورد و بار را بلند کرد. تا اینجا کار دستگاه فقط بلند کردن اجسام است، ولی چون تخلیه یک جسم همواره در نقطهٔ دیگر به‌عمل می‌آید. از این رو می‌باید بتواند در حول پایهٔ خود به حرکت دورانی درآید برای این منظور پایه ای که میله به آن متصل است و اجزای جرثقیل به روی آن قرار دارد طوری ساخته شده که قابل چرخش در حول خود است و برابر این چرخش بازپس از بلند شدن از نقطه‌ای در نقطهٔ دیگر فرود می‌آید. دستگاه جرثقیل‌ها امروزه بر روی ارابه‌های با چرخ بدون زنجیره یا با زنجیره چون تانک‌ها یا با چرخ‌های چون لوکوموتیو قرار دارد تا بتواند در انواع مسیرها سیر کند.

## نام‌ها
جَرِّ ثَقیل واژه‌ای عربی است که جزو اول آن «جر» به معنی به سمت خود کشیدن و جزو دوم آن «ثقیل» به معنی سنگین است. واژه جرثقیل در قدیم در اصل نام دانشی بود که در آن قواعد کشیدن و برداشتن بارهای گران بررسی می‌شد. این واژه سپس به دستگاهی گفته شد که برای بلند کردن و جابجا کردن بارهای سنگینی بکار می‌رود. شکل دیگری از نام این وسیله، جَرِّ اِثقال است که جزو دوم آن جمع ثقل و به معنی بارهای گران است. بدین ترتیب جراثقال یعنی «کشیدن بارهای گران».
برابرهای فارسی این واژه‌های عربی، سَنگین‌بَر یا گِرانبر است.

## تاریخچه

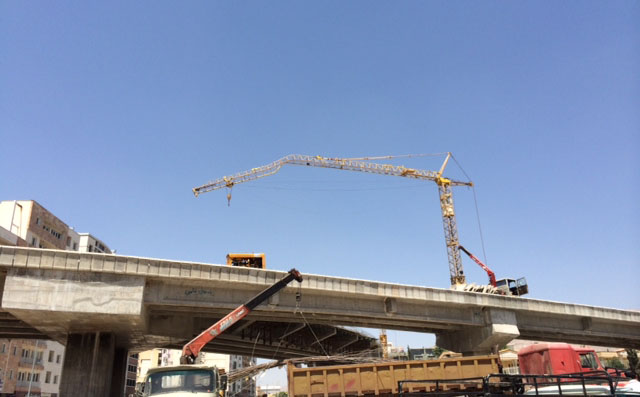
شکستن دکل یک تاورکرین در اثر بلند کردن بار خارج از ظرفیت

سنگین‌برهای اولیه که حدود ۴۰۰۰ سال پیش و در تمدن مصر باستان برای جابه‌جایی آب مورد استفاده قرار می‌گرفتند نامشان شادوف بود. نحوه کار شادوف به این صورت بود که برای تعادل در یک طرف، وزنهٔ تعادلی و در انتهای دیگر بازوی گردان که آب یا کالا را جابه‌جا می‌کردند قرار داشته است. قسمت‌های تشکیل دهنده این دستگاه چوبی عبارت بودند از:
- یک تکیه‌گاه افقی
- دو تکیه‌گاه عمودی
- یک بازوی گردان

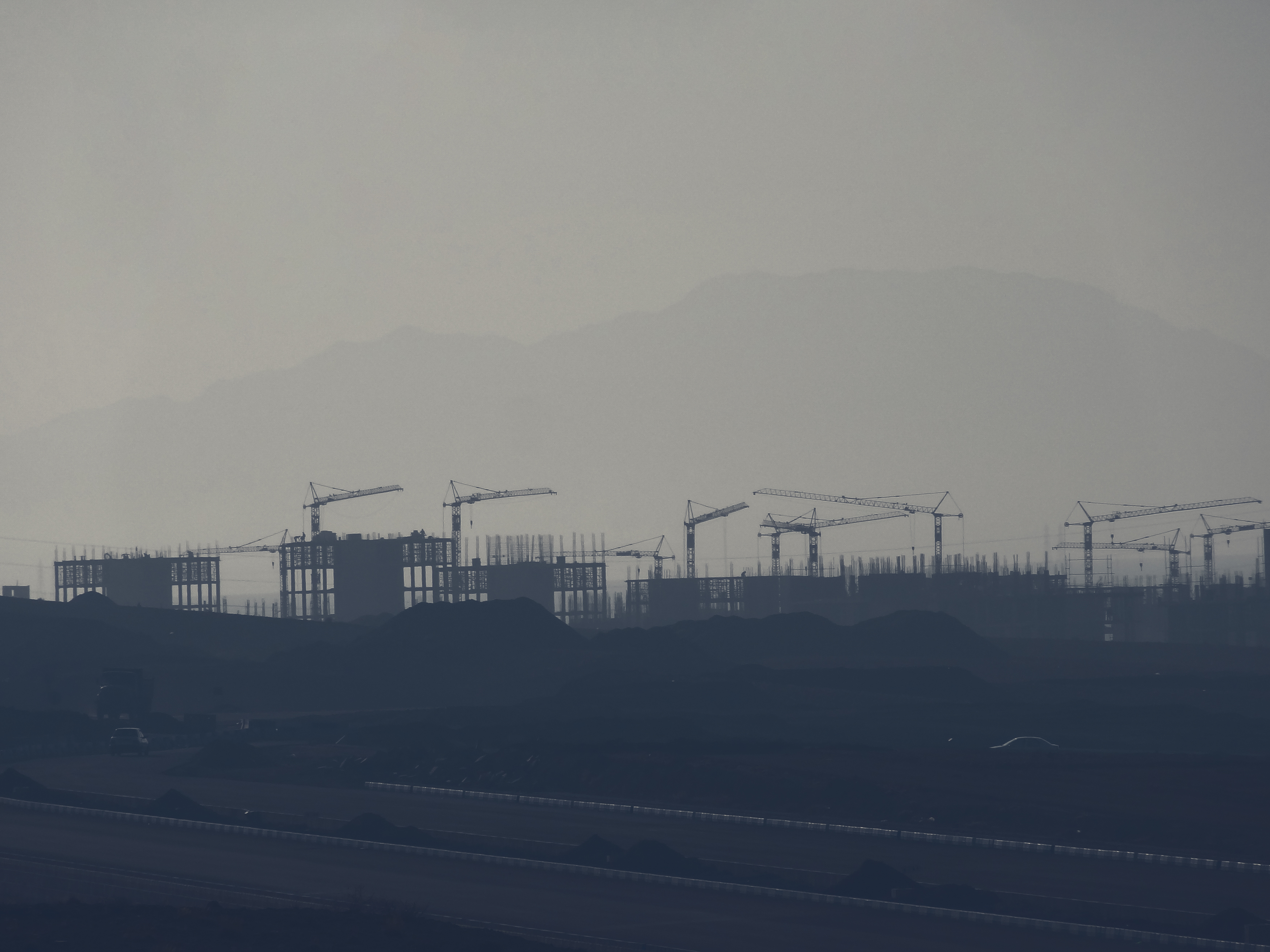
تعداد زیاد جرثقیل در حال کار در پروژه‌های مسکونی انبوه‌سازی در ایران (شهرک پردیسان، آبان ماه ۱۳۹۰)

استفاده از نمونه‌های اولیه جرثقیل در سایر ملل نیز شایع بوده است. به عنوان مثال شواهد باستان شناسان بیانگر این مطلب است که شش قرن پیش از میلاد مسیح یونانیان از وسایلی چوبی برای حمل وسایل سنگین استفاده می‌کردند. رومی‌ها نیز در ساختار جراثقال یونانی‌ها تغییراتی ایجاد نمودند و از آن در ساخت‌وساز استفاده می‌کردند. جرثقیلهایی که رومیان از آن استفاده می‌کردند به ترِدویل معروف است.

در قرن شانزدهم میلادی برای افزایش طول باربرداری جرثقیل، قسمت بازوی متحرک به قسمت بالابرنده یا بازوی اصلی اضافه شد. با انقلاب صنعتی استفاده از جرثقیل‌ها برای حمل بار در بنادر رونق گرفت. در سال ۱۸۳۸ ویلیام آرمسترانگ کارخانه دار و تاجر انگلیسی جرثقیلی ساخت که با قدرت آب کار می‌کرد. یکی از جرثقیل‌های او توسط نیروی دریایی ایتالیا در سال ۱۸۸۳ مورد استفاده قرار گرفت. این دستگاه تا اواسط دهه ۱۹۵۰ برای فعالیت‌های گوناگون استفاده می‌شد و هنوز با گذشت چندین دهه در شهر ونیز ایستاده است. 

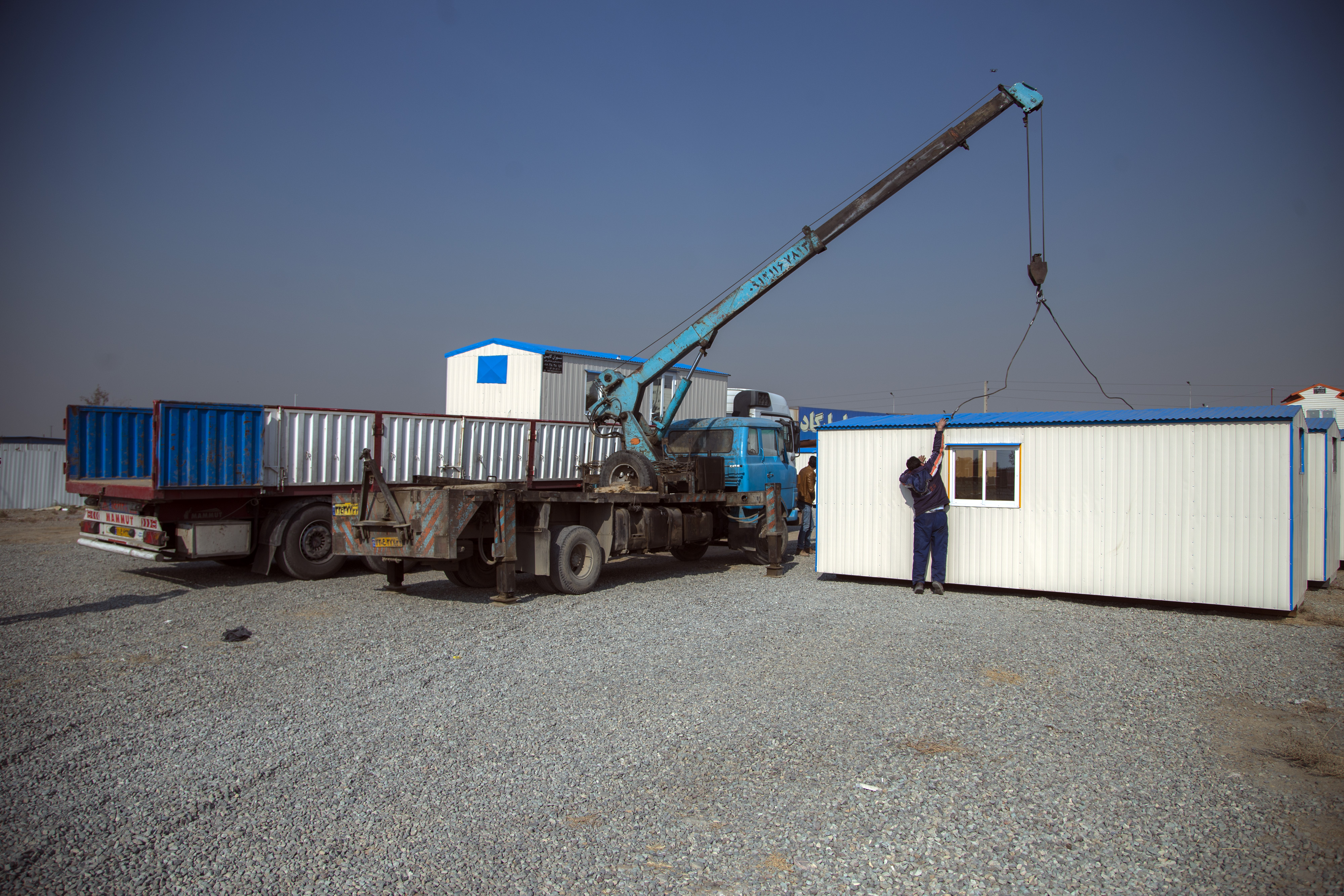
یک جرثقیل در حال حمل یک کانکس

## انواع جرثقیل
در بیشتر پروژه‌های عمرانی جرثقیل برجی (به انگلیسی: Tower crane) بیشترین کاربرد را دارد. جرثقیل‌های مرسوم امروزی عبارت‌اند از:
- جرثقیل برجی یا تاورکرِین - معمولاً در ساختمان‌های مرتفع مورد استفاده قرار می‌گیرد و به سه صورت بر روی زمین نصب می‌شود.
- جرثقیل سیار - به دو صورت ثابت با نصب جک (کفی یا بدون کفی، خودروبر و غیره) یا سیار کارگاهی (با بار) عمل می‌کند.
- جرثقیل سقفی - در سالن‌های صنعتی، تولیدی یا سایر خطوط (انبار، تعمیر و غیره) در ارتفاع بر روی خطوط باربر کناری قابل نصب است و عموماً به دو شکل جرثقیل سقفی تک پل و جفت پل مورد استفاده قرار می‌گیرد.
- جرثقیل شناور[۱۷][۱۸]
- جرثقیل دروازه‌ای - به دو صورت دروازه‌ای و نیم دروازه‌ای قابل استفاده است. جرثقیل‌های دروازه ای در دو نوع سازه تک پل یا دو پل ساخته می‌شوند.
- جرثقیل بازویی - به دو صورت بازویی (دیواری) یا ستونی بازویی قابل استفاده در صنایع است.
- جرثقیل آویز - درسالن‌ها و مکانهای با محدودیت ارتفاع و خطوط مونتاژ سری (خودروسازی و…) در ظرفیت تا ۵ تن قابل استفاده است.
- جرثقیل بازویی - این جرثقیل‌ها امکان چرخش از ۱۸۰ تا ۳۶۰ درجه را دارند. در محیط‌های کاری و فضای باز مورد استفاده قرار می‌گیرند و قابلیت بارگیری تا ۱۰ تن را دارند.
- جرثقیل نیم دروازه ای- نوعی جرثقیل دروازه ای است که در محیط کاری و فضای باز مورد استفاده قرار می‌گیرد. این جرثقیل بر روی یک پایه استوار است.
- جرثقیل خاص - به‌صورت ترکیبی از گروه‌های قبلی استفاده می‌شود و در موارد استفاده خاص مانند پشته کردن و غیره کاربرد دارد.

## طناب جرثقیل
به منظور بلند نمودن بار در کارگاه‌ها، بسته به نوع فعالیت از طناب‌هایی با جنس‌های گوناگون استفاده می‌شود:
- زنجیر ساخته شده از آلیاژ فولادی
- طناب سیمی
- نایلون
- پلی استر
- الیاف مصنوعی
- طناب فیبری طبیعی و مصنوعی